# Foot-Ball Associazione Novara 1922-1923
Questa pagina raccoglie i dati riguardanti la Foot-Ball Associazione Novara nelle competizioni ufficiali della stagione 1922-1923.

## Rosa
| N. |                   | Ruolo | Calciatore        |
| -- | ----------------- | ----- | ----------------- |
|    | Italia (bandiera) | P     | Mario Bevilacqua  |
|    | Italia (bandiera) | P     | Luigi Binda       |
|    | Italia (bandiera) | D     | Bernani           |
|    | Italia (bandiera) | D     | Degara II         |
|    | Italia (bandiera) | D     | Guido Gianfardoni |
|    | Italia (bandiera) | D     | Enrico Patti      |
|    | Italia (bandiera) | D     | Bruno Varalli     |
|    | Italia (bandiera) | C     | Balossini         |
|    | Italia (bandiera) | C     | Pierino Cappa (I) |
|    | Italia (bandiera) | C     | Mario Cappa (II)  |
|    | Italia (bandiera) | C     | Carlo Degara      |
|    | Italia (bandiera) | C     | Guglielminetti    |
|    | Italia (bandiera) | C     | Alfredo Milano    |

| N. |                   | Ruolo | Calciatore          |
| -- | ----------------- | ----- | ------------------- |
|    | Italia (bandiera) | C     | Giovanni Pestarini  |
|    | Italia (bandiera) | C     | Lionello Quaglia    |
|    | Italia (bandiera) | C     | Adamo Roggia        |
|    | Italia (bandiera) | C     | Ettore Reynaudi     |
|    | Italia (bandiera) | A     | Angelo Brotto       |
|    | Italia (bandiera) | A     | Serafino Carrera    |
|    | Italia (bandiera) | A     | Giovanni Locarni    |
|    | Italia (bandiera) | A     | Francesco Mattuteia |
|    | Italia (bandiera) | A     | Mario Meneghetti    |
|    | Italia (bandiera) | A     | Federico Munerati   |
|    | Italia (bandiera) | A     | Rossi               |
|    | Italia (bandiera) | A     | Salviati            |
|    | Italia (bandiera) | A     | Santagostino        |

## Risultati

### Prima Divisione

#### Girone C

##### Girone di andata
| Arbitro: | Piazza (Milano) |

|                               |           |  |
| Milano 52’, 54’ Mattuteia 57’ | Marcatori |  |

| Arbitro: | Crivelli (Milano) |

|                |           |                     |
| Moscardini 20’ | Marcatori | 28’, 79’ Meneghetti |

| Arbitro: | Dani (Genova) |

|                                     |           |                                      |
| Mattuteia 30’ Meneghetti 59’ (rig.) | Marcatori | 42’ Baloncieri 68’ Carcano 81’ Bay I |

| Arbitro: | Pinasco (Sestri Ponente) |

|                   |           |             |
| Magnozzi 39’, 46’ | Marcatori | 75’ Locarni |

| Arbitro: | Mauro (Milano) |

|  |           |            |
|  | Marcatori | 28’ Milano |

| Arbitro: | Tradico (Milano) |

|                      |           |                |
| Cusano 33’ Bisio 36’ | Marcatori | 15’ Meneghetti |

| Arbitro: | Brunetti (Torino) |

|            |           |  |
| Milano 60’ | Marcatori |  |

| Arbitro: | Crivelli jr. (Milano) |

|                          |           |               |
| Barzan 26’ Monti III 87’ | Marcatori | 51’ Mattuteia |

| Arbitro: | Armano (Torino) |

|                                            |           |              |
| Mattuteia 37’ Milano 40’ Munerati 44’, 80’ | Marcatori | 34’ Bertucci |

| Arbitro: | Sani (Ferrara) |

|                        |           |                                    |
| Gianfardoni 14’ (aut.) | Marcatori | 12’ Salviati 32’ (rig.) Meneghetti |

| Arbitro: | Bertazzoni (Modena) |

|         |           |  |
| Bay 39’ | Marcatori |  |

##### Girone di ritorno
| Arbitro: | Venegoni (Legnano) |

|                       |           |                                 |
| Hibly 39’ Esposto 44’ | Marcatori | 86’ Mattuteia 88’ (aut.) Ciarlo |

| Arbitro: | Crivelli (Milano) |

|                               |           |                |
| Quaglia 16’ Munerati 35’, 61’ | Marcatori | 71’ Bonino III |

| Arbitro: | Majani (Torino) |

|                      |           |              |
| Tosini 16’ Bay I 67’ | Marcatori | 83’ Munerati |

| Arbitro: | Canepa (Savona) |

|                                  |           |  |
| Meneghetti 3’ (rig.) Locarni 25’ | Marcatori |  |

| Arbitro: | Guiot (Milano) |

|                                                       |           |           |
| Munerati 29’ Balossini 57’ Locarni 61’ Meneghetti 83’ | Marcatori | 33’ Rolle |

| Arbitro: | Venegoni (Legnano) |

|                                                             |           |  |
| Meneghetti 27’, 50’, 55’ Munerati 33’, 60’, 78’ Locarni 54’ | Marcatori |  |

| Arbitro: | Livraghi (Milano) |

|                      |           |  |
| Balzarini 2’ Ros 68’ | Marcatori |  |

| Arbitro: | Sanguineti (Genova) |

|                            |           |  |
| Meneghetti 52’ Locarni 88’ | Marcatori |  |

| Arbitro: | Trezzi (Milano) |

|                         |           |  |
| Masetti 42’ Rebuffo 88’ | Marcatori |  |

| Arbitro: | Dani (Genova) |

|              |           |  |
| Munerati 55’ | Marcatori |  |

| Arbitro: | A.Gama Sr. (Milano) |

|                       |           |            |
| Meneghetti 21’ (rig.) | Marcatori | 55’ Sgarbi |

## Statistiche

### Statistiche di squadra
| Competizione    | Punti | In casa | In casa | In casa | In casa | In casa | In casa | In trasferta | In trasferta | In trasferta | In trasferta | In trasferta | In trasferta | Totale | Totale | Totale | Totale | Totale | Totale | DR  |
| Competizione    | Punti | G       | V       | N       | P       | Gf      | Gs      | G            | V            | N            | P            | Gf           | Gs           | G      | V      | N      | P      | Gf     | Gs     | DR  |
| --------------- | ----- | ------- | ------- | ------- | ------- | ------- | ------- | ------------ | ------------ | ------------ | ------------ | ------------ | ------------ | ------ | ------ | ------ | ------ | ------ | ------ | --- |
| Prima Divisione | 26    | 11      | 9       | 1       | 1       | 30      | 7       | 11           | 3            | 1            | 7            | 11           | 17           | 22     | 12     | 2      | 8      | 41     | 24     | +17 |

### Statistiche dei giocatori
| Giocatore      | Prima Divisione | Prima Divisione |
| Giocatore      | Presenze        | Reti            |
| -------------- | --------------- | --------------- |
| Balossini      | 7               | 1               |
| Bermani        | 1               | 0               |
| M. Bevilacqua  | 1               | -2              |
| L. Binda       | 21              | -22             |
| A. Brotto      | 1               | 0               |
| P. Cappa (I)   | 14              | 0               |
| M. Cappa (II)  | 3               | 0               |
| S. Carrera     | 2               | 0               |
| C. Degara (I)  | 17              | 0               |
| Degara (II)    | 3               | 0               |
| G. Gianfardoni | 21              | 0               |
| Guglielminetti | 7               | 0               |
| G. Locarni     | 21              | 5               |
| F. Mattuteia   | 20              | 5               |
| M. Meneghetti  | 21              | 12              |
| A. Milano      | 21              | 5               |
| F. Munerati    | 18              | 10              |
| E. Patti       | 22              | 0               |
| G. Pestarini   | 1               | 0               |
| Quaglia        | 3               | 1               |
| E. Reynaudi    | 1               | 0               |
| A. Roggia      | 2               | 0               |
| Rossi          | 1               | 0               |
| Salviati       | 3               | 1               |
| Santagostino   | 4               | 0               |
| B. Varalli     | 6               | 0               |